# Матер, Жан-Батист Марсьяль
Жан-Батист Марсьяль Матер (фр. Jean-Baptiste Martial Materre; 1772—1843) — французский военный деятель, бригадный генерал (1814 год), участник революционных и наполеоновских войн.

## Биография
Родился в семье адвоката Парламента Франсуа Матера (фр. François Materre) и его супруги Марии Видо (фр. Marie Louise Vidaud). Учился в Колледже Тюлле. 21 марта 1793 года начал военную службу в качестве солдата свободной роты Вандеи. Служил в составе Западной армии. 25 октября 1793 года переведён в 5-й батальон волонтёров департамента Коррез с производством в сержанты. 28 декабря 1793 года стал старшим сержантом. 8 октября 1794 года получил должность аджюдана. 11 октября 1794 года дослужился до звания младшего лейтенанта. В 1795 году определён в состав Итальянской армии, где 30 декабря 1795 года его батальон вошёл путём амальгамы в состав 211-й пехотной полубригады, слитой 7 марта 1796 года с 69-й полубригадой линейной пехоты, переименованной 25 мая 1796 года в 18-ю полубригаду. Участвовал в Итальянской кампании Бонапарта. 6 ноября 1796 года при Бренте получил пулевое ранение. 19 мая 1798 года присоединился к Восточной армии и принял участие в Египетской экспедиции, в рядах 2-й пехотной дивизии генерала Бона. С 23 июля по 29 ноября 1798 года исполнял обязанности старшего аджюдана гарнизона Каира. 24 апреля 1799 года ранен пулей в голову при штурме Акры и 16 мая 1799 года произведён главнокомандующим генералом Бонапартом в лейтенанты. 30 июля 1799 года стал капитаном. 10 октября 1799 года назначен адъютантом генерала Фюжьер, бывшего командира 18-й. 13 декабря 1801 года возвратился во Францию и 18 января 1802 года вернулся в строй 18-й полубригады в гарнизоне Парижа. 1 июля 1802 года – капитан-докладчик Военного совета. В составе пехотной дивизии Леграна участвовал в кампаниях 1805-09 годов. Отличился при Аустерлице, где был ранен. 4 мая 1809 года произведён в командиры батальона и продолжил службу в 18-м полку. Сражался 21-22 мая при Асперне, 5-6 июля при Ваграме и 10-11 июля при Цнайме, где был окружён венгерскими гренадерами, но отказался сдаться, во главе своих солдат прорвался в штыки сквозь вражеские линии и, получив подкрепления, опрокинул неприятельский арьергард, пленив до 400 австрийцев.
3 июля 1810 года был назначен комендантом Амстердама, 15 октября 1811 года – комендантом Амерсфорта. 2 февраля 1812 года отозван к Великой Армии и 11 апреля 1812 года награждён чином майора с назначением в 4-й полк линейной пехоты полковника Масси. Участвовал в Русской кампании 1812 года в составе 11-й пехотной дивизии генерала Разу, сражался 16 августа при Смоленске и 19 августа при Валутиной горе, где получил пулевое ранение в левое плечо. 6 сентября 1812 года произведён во временные полковники. 15 сентября 1812 года в Кремле был определён Императором в штаб 3-го армейского корпуса маршала Нея. При отступлении Великой Армии сражался в арьергарде, отличился в боях 3 ноября при Вязьме, 17 ноября при Красном и 26-29 ноября при Березине. 7 декабря сильно обморозил конечности, что привело к поражению гангреной и ампутации левой ноги 29 декабря 1812 года. 29 января 1813 года назначен в депо Великой Армии в Майнце.
25 февраля 1813 года назначен командиром 4-го линейного полка, но оставался на лечении в Майнце и присоединился к полку только 7 июля 1813 года. 15 июля 1813 года определён в состав 1-й бригады генерала Валори 6-й пехотной дивизии 2-го армейского корпуса. В ходе Саксонской кампании сражался 26 августа при Дрездене, 16 октября при Вахау, где потерял двух лошадей, убитых под ним. 19 октября ранен пулей в левое бедро в последний день сражения при Лейпциге, но смог переплыть Эльстер после взрыва моста. 30 октября сражался при Ганау. Под началом генерала Дюэма сражался 12 января при Сен-Дье, 22 января при Линьи и Барруа, 27 января при Сен-Дизье, 29 января при Бриенне и 1 февраля при Ла-Ротьере, где получил пулевое ранение в голову, был оставлен на поле боя как мёртвый и вернулся в строй только 15 февраля. 17 февраля сражался при Мормане, а на следующий день вновь ранен пулей, пробившей оба бедра, в сражении при Монтро.
21 февраля 1814 года возглавил бригаду в дивизии Дюэма. 24 сражался при Вандёвре. 25 февраля произведён в бригадные генералы. Сражался 26 февраля при Доланкуре, 27 февраля при Бар-сюр-Об, 17 марта при обороне Ножана и 26 марта при Сен-Дизье. При первой Реставрации определён 1 сентября 1814 года на половинное жалование. Во время «Ста дней» присоединился к Императору и с 8 апреля 1815 года занимался организацией Национальной гвардии департамента Манш. 3 мая 1815 года занял пост командующего 14-го военного округа. После второй Реставрации оставался с 1 августа 1815 года без служебного назначения и 1 декабря 1824 года вышел в отставку. 20 августа 1826 года был назначен префектом и президентом Генерального совета департамента Коррез. 22 марта 1831 года зачислен в резерв Генерального штаба и в 1836 году окончательно вышел в отставку. Умер 2 февраля 1843 года в Эбюри в возрасте 70 лет.

## Воинские звания
- Солдат (21 марта 1793 года);
- Сержант (25 октября 1793 года);
- Старший сержант (28 декабря 1793 года);
- Младший лейтенант (11 октября 1794 года);
- Лейтенант (16 мая 1799 года);
- Капитан (30 июля 1799 года);
- Командир батальона (4 мая 1809 года);
- Майор (11 апреля 1812 года);
- Полковник (6 сентября 1812 года);
- Бригадный генерал (25 февраля 1814 года).

## Награды
Легионер ордена Почётного легиона (5 ноября 1804 года)
 Офицер ордена Почётного легиона (7 октября 1811 года)
 Коммандан ордена Почётного легиона (14 июня 1804 года)
 Кавалер Военного ордена Святого Людовика (7 марта 1815 года)
 Кавалер ордена Лилии